# Vakıfbank Spor Sarayı
Vakıfbank Spor Sarayı, av arenan skrivet VakıfBank Spor Sarayı, är en sportanläggning i Istanbul, Turkiet med plats för 2 000 åskådare. Anläggningen byggdes 2016 och ägs av Vakıfbank. Det volleybollag de sponsrar, Vakıfbank SK, spelar där sedan säsongen 2017-2018.